# Ger Kleis
Gerrit (Ger) Kleis (Coevorden, 18 april 1940) is een Nederlands dichter, publicist en vooral bekend als drukker-eigenaar van de private press Sub Signo Libelli.

## Biografie
Kleis werd geboren in Coevorden, de plaats waarover hij later nog zou publiceren. Vanaf 1962 studeerde hij Nederlandse taal- en letterkunde aan de Universiteit van Amsterdam en slaagde in 1969 voor zijn doctoraal examen. Vanaf 1966 was hij kandidaat-assistent van prof. dr. Wytze Gs. Hellinga (1908-1985) en doceerde hij aan de Amsterdamse Academie voor kleinkunst. Na de afronding van zijn studie werd hij docent aan de Amstelveense scholengemeenschap Snellius, vanaf 1974 doceerde hij Nederlands aan het Barlaeus Gymnasium; in 1996 nam hij afscheid van het gymnasium en vestigde zich in Groningen en Geesbrug, vanaf 2012 permanent in die laatste plaats.

### Sub Signo Libelli
In 1969 schafte Kleis een Boston tafeldegelpers aan. In 1974 drukte hij hiermee zijn eerste werk: Flora horti; zijn private press, gevestigd in Geesbrug (Drente), noemde hij Sub Signo Libelli. Hij drukte tot 2010 op die pers, die beschouwd wordt als een van de belangrijkste in Nederland na de Tweede Wereldoorlog, 289 uitgaven, waarna de pers verkocht werd en verhuisde naar Drukkerswerkplaats Gouda. De uitgeverij SSL werd Sub Signo Leonis, naar de Goudse drukker Gheraert Leeu.
Kleis drukte werk van Nederlandse zowel als buitenlandse auteurs, voornamelijk poëzie en (kort) proza. Tot de Nederlandse auteurs behoorden Hans Warren, Gerrit Komrij, Boudewijn Büch, Peter Heringa, Arnold Spauwen en zelfs een eerste druk van een onafgemaakt romanfragment van Louis Couperus: Zijn aangenomen zoon. Onder de buitenlandse auteurs was James Purdy.

### Publicist
In 1961 debuteerde Kleis als dichter in de bundel Een 10 voor dichters. Ook later publiceerde hij nog gedichten, ook onder pseudoniem (zoals Pieter Nagel), mede op zijn eigen handdrukpers.
Vanaf 1991 begon Kleis ook te publiceren over andere van zijn interessegebieden, bijvoorbeeld een genealogie van zijn eigen familie. In 2007 verscheen het standaardwerk De rozenteelt in Nederland waarin onder andere de geschiedenis van de rozenkwekerij in Nederland wordt beschreven en een bibliografie van alle tussen 1830 en 1980 verschenen Nederlandse rozenboeken wordt gegeven. Later publiceerde hij nog over de geschiedenis van Coevorden, Drenthe, Groningen en zijn woonplaats Geesbrug. In 2024 verscheen het eerste deel van zijn memoires, een biografische schets van zijn hospita Annet Eikeboom.